# London (Kanada)
London – miasto w Kanadzie w prowincji Ontario, położone na południowy zachód od Toronto, nad rzeką Thames. London jest 11. co do liczby mieszkańców miastem Kanady i jednym z największych ośrodków przemysłowych prowincji Ontario.
Liczba mieszkańców London wynosi 383 822. Język angielski jest językiem ojczystym dla 77,8%, francuski dla 1,5% mieszkańców (2006). Polacy stanowią 4,4% mieszkańców miasta, a Włosi 4,7%. Chrześcijanie stanowią 62,8%  populacji miasta.

## Historia

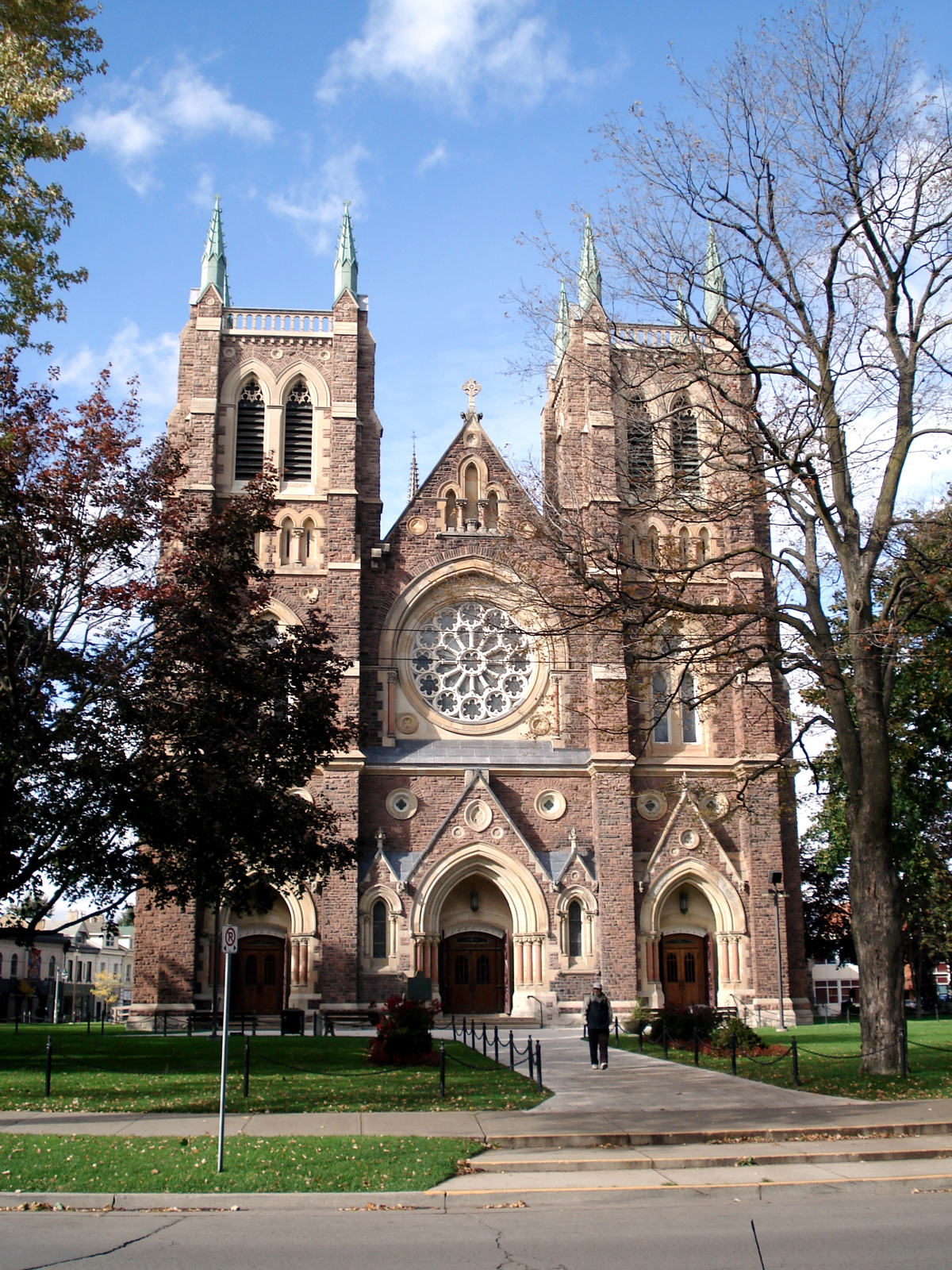
Katedra św. Piotra w London

Miasto zostało wytyczone w 1826 jako stolica Dystryktu London w wyniku postępującej europejskiej kolonizacji terenów na północ od jeziora Erie, wcześniej zamieszkanych przez indiański szczep Odżibwejów.
W latach 30. XIX wieku miał miejsce duży napływ imigrantów z Europy do południowo-zachodniego Ontario (wtedy Górnej Kanady), w wyniku którego liczba ludności miasta szybko rosła.  W wyniku rebelii w Kanadzie w 1837  w mieście zakwaterowano największy brytyjski garnizon w prowincji na zachód od Toronto, co dało miastu reputację miasta garnizonowego.  W latach 40. XIX wieku miasto dynamicznie się rozwijało, a w 1854 dotarła do niego pierwsza linia kolejowa.
W 1855 otrzymało prawa miejskie, licząc wtedy około 10 tys. mieszkańców.

## Gospodarka
W mieście rozwinął się przemysł maszynowy, środków transportu, metalowy, elektrotechniczny, włókienniczy, odzieżowy, chemiczny oraz spożywczy.

## Edukacja
- Uniwersytet Zachodniego Ontario

## Transport
London w Ontario obsługiwane jest przez międzynarodowy Port lotniczy London, który oferuje stałe połączenia z Toronto, Ottawą, Montrealem, Calgary i Winnipeg, jak również sezonowe loty do Varadero, Santa Clara (Kuba), Holguín, Punta Cana, Montego Bay i Cancún.
Przez miasto przebiegają autostrady 401 i 402.

## Sport
- London Knights – klub hokejowy

## Miasta partnerskie
- Deventer

## Urodzeni w London
- Kirsten Barnes – kanadyjska wioślarka
- Ryan Gosling – kanadyjski aktor
- Rachel McAdams – kanadyjska aktorka
- Justin Bieber – kanadyjski wokalista popowy